# 19462 Ulissedini
19462 Ulissedini è un asteroide della fascia principale. Scoperto nel 1998, presenta un'orbita caratterizzata da un semiasse maggiore pari a 2,9040640 UA e da un'eccentricità di 0,1078437, inclinata di 2,21554° rispetto all'eclittica.